# Milwaukee Badgers
Die Milwaukee Badgers waren ein professionelles American-Football-Team aus Milwaukee (Wisconsin). Das Team spielte von 1922 bis 1926 in der National Football League (NFL). Heimspielstätte war der Athletic Park.

## Geschichte
Der ehemalige Footballspieler Joseph (Joe) Plunkett und der Sportpromoter Ambrose L. McGurk aus Chicago sahen Anfang der 1920er Jahre die Chance für eine erfolgreiche American-Football-Franchise in Milwaukee, in direkter Konkurrenz zu den ebenfalls in Wisconsin beheimateten Green Bay Packers. Sie erhielten für 1922 ein Franchise und Milwaukee war die drittgrößte Stadt die ein NFL-Team besaß. Wichtigster Punkt bei der Gründung des Teams war die Gewinnung guter Spieler. Bei der Verpflichtung von Spielern nahmen sie im Gegensatz zu anderen Liga-Teams auch afro-amerikanische Spieler unter Vertrag. Für die Mannschaft für die Saison 1922 verpflichteten sie drei solcher Spieler. Dies waren Fritz Pollard, Paul Robeson und Duke Slater. Pollard war im Vorjahr Headcoach der Akron Pros. Als Trainer wurde Budge Garrett gewonnen.
In der Saison 1922 waren elf Spiele geplant, davon sechs Heimspiele. Zwei der Heimspiele wurden abgesagt. Am Ende der Saison standen Siege gegen die Racine Legion und die Oorang Indians, vier Niederlagen und vier Unentschieden auf der Ergebnisliste. Nach sechs Saisonspielen übernahm Jimmy Conzelman die Position als Headcoach von Budge Garrett.
In der folgenden Saison 1923 konnte das Team von 12 Spielen sieben gewinnen und drei unentschieden beenden. Die zwei Niederlagen erfolgten gegen die Green Bay Packers. Damit gelang ein dritter Platz in der Endwertung der Liga. Es gelang trotz der sportlichen Erfolge nicht genug Zuschauerinteresse zu generieren. Nach der relativ erfolgreichen Saison begann jedoch ein sportlicher Abstieg. 1924 übernahm Hal Erickson die Funktion des Head Coaches. Die Mannschaft konnte nur fünf von 13 Spielen gewinnen.
1925 übernahm John „Johnny“ Frederick Bryan als Cheftrainer die Mannschaft. Leistungsträger wie Jimmy Conzelman und Hal Erickson hatten die Mannschaft verlassen. Es gelang nicht ein schlagkräftiges Team aufzustellen, so dass alle sechs gespielten Partien (fünf gegen NFL-Teams) mit Niederlagen beendet wurden. Zur gleichen Zeit kämpfte das Team der Chicago Cardinals um den Meisterschaftstitel. Mit einer Bilanz von neun Siegen, zwei Niederlagen und einem Unentschieden lagen sie hinter den Pottsville Maroons. Diese hatten zehn Siege, darunter einen gegen die Cardinals. Die Cardinals setzten deshalb zwei weitere Spiele an, darunter auch eins gegen die Badgers. Da etliche der Badgers-Spieler nicht mehr für das Spiel zur Verfügung standen, wäre das Team nicht spielfähig gewesen. Der Cardinals-Spieler und frühere Quarterback der Englewood Highschool Art Folz verpflichtete deshalb entgegen den Regeln vier Spieler der Highschool für die Mannschaft der Milwaukee Badgers. Sie spielten unter falschen Namen. Die Cardinals gewannen mit 59:0. Nachdem dies bekannt wurde, verbannte der NFL-Präsident Joseph Carr Art Folz auf Lebenszeit vom Spielbetrieb in der NFL, Chris O’Brien als Eigner der Cardinals sollte 1000 Dollar, die Badgers mussten 500 Dollar Strafe (ca. 8.900 Dollar im Jahr 2024) zahlen. Die Strafen wurde später wieder aufgehoben. Außerdem musste McGurk das Team verkaufen. Neue Teambesitzer wurde Johnny Bryan und der Sportspromoter Frank Mulkern.
In die Saison 1926 startete das Team mit zwei Siegen, verlor dann aber die restlichen sieben Spiele.
Es gelang dann in der Folge nicht mehr die Startgebühren für die Saison 1927 zu finanzieren, so dass keine Teilnahme an der NFL mehr erfolgte. Im Herbst wurden Freundschaftsspiele gegen die Green Bay Packers und die Duluth Eskimos verloren.
In der gesamten Zeit der Existenz des Team gelang kein Sieg gegen die konkurrierenden Green Bay Packers. 1933 bis 1994 spielten dann die Packers jährlich ein bis vier Saison-Spiele im Großraum Milwaukee.

## Uniform
In den Jahren 1923 bis 1925 spielten die Milwaukee Badgers in orange-schwarzen Jerseys. 1926 wechselte das Team zu weinroten Jerseys mit weißen Ziffern und hellbraunen Markierungen.

## Statistik
| Saison | Siege | Niederlagen | Unentschieden | Punkte erzielt | Punkte zugelassen | Platzierung  | Head Coach                             |
| ------ | ----- | ----------- | ------------- | -------------- | ----------------- | ------------ | -------------------------------------- |
| 1922   | 2     | 4           | 3             | 51             | 71                | 11. (von 18) | Alfred „Budge“ Garrett Jimmy Conzelman |
| 1923   | 7     | 2           | 3             | 100            | 49                | 3. (von 20)  | Jimmy Conzelman                        |
| 1924   | 5     | 8           | 0             | 142            | 188               | 12. (von 18) | Harold A. Erickson                     |
| 1925   | 0     | 6           | 0             | 7              | 191               | 16. (von 20) | John Frederick Bryan                   |
| 1926   | 2     | 7           | 0             | 41             | 66                | 15. (von 22) | John Frederick Bryan                   |

## Mitglieder in der Pro Football Hall of Fame
| Milwaukee Badgers Hall of Famers | Milwaukee Badgers Hall of Famers  | Milwaukee Badgers Hall of Famers | Milwaukee Badgers Hall of Famers |
| Name                             | Position                          | Spielzeit                        | Aufnahme in die HOF              |
| -------------------------------- | --------------------------------- | -------------------------------- | -------------------------------- |
| Jimmy Conzelman                  | Halfback, Quarterback, Head Coach | 1922–1924                        | 1964                             |
| John McNally                     | Halfback                          | 1925–1926                        | 1963                             |
| Fritz Pollard                    | Halfback                          | 1922                             | 2005                             |
| Duke Slater                      | Offensive Tackle                  | 1922                             | 2020                             |

## Namhafte Spieler
- LaVern Dilweg; End, Tackle; spielte 1926 bei den Milwaukee Badgers
- Frank Morrissey; Guard, Tackle; spielte 1924 bei den Milwaukee Badgers
- Paul Robeson; End, Tackle; spielte 1922 bei den Milwaukee Badgers
- Roy Vassau; Tackle, spielte 1923 bei den Milwaukee Badgers
- Johnny Heimsch; Halfback; spielte 1926 bei den Milwaukee Badgers